# 长安街道 (无锡市)
长安街道，是中华人民共和国江苏省无锡市惠山区下辖的一个乡镇级行政单位。

## 沿革
2006年9月1日，无锡市人民政府将惠山区堰桥街道新惠、金惠、长宁、麻岐、张村、后村、新乐园、古庄划出，设立长安街道办事处。

## 行政区划
长安街道下辖以下地区：
长宁社区、新惠社区、金惠社区、古庄社区、长乐社区、张村社区、堰新社区和惠城社区。